# Money in the Bank 2011
Money in the Bank (2011) è stata la seconda edizione dell'omonimo evento in pay-per-view prodotto annualmente dalla WWE. L'evento si è svolto il 17 luglio 2011 alla Allstate Arena di Rosemont (Illinois).

## Storyline
Nella puntata di Raw del 20 giugno CM Punk ha vinto un Triple Threat Falls Count Anywhere match contro Alberto Del Rio e Rey Mysterio, diventando così il contendente n°1 del WWE Champion John Cena. Un match tra Cena e Punk con in palio il WWE Championship è stato poi sancito per Money in the Bank. Nella puntata di Raw del 27 giugno il Chairman della WWE, Vince McMahon, ha sospeso Punk (kayfabe) dopo che questi lo aveva pesantemente insultato durante un suo promo (PipeBomb), rimuovendolo dal match di Money in the Bank contro Cena. Nella puntata di Raw del 4 luglio McMahon ha tuttavia reintegrato Punk nel roster, su richiesta di Cena, rendendo di nuovo ufficiale l'incontro tra i due con in palio il WWE Championship di Money in the Bank, aggiungendoci però una stipulazione: se Cena perderà all'evento, verrà licenziato.
Il 19 giugno, a Capitol Punishment, Randy Orton ha difeso con successo il World Heavyweight Championship contro Christian; tuttavia, durante lo schienamento decisivo, l'arbitro non ha fermato il conteggio poiché non si era accorto che un piede di Christian si trovava sotto la prima corda del ring. Un match tra Orton e Christian con in palio il World Heavyweight Championship è stato dunque annunciato per Money in the Bank. Nella puntata di SmackDown dell'8 luglio gli avvocati (kayfabe) di Christian hanno permesso l'aggiunta di una stipulazione all'incontro di Money in the Bank: se Orton perderà per squalifica, count-out o per un arbitraggio scorretto, perderà anche il titolo in favore di Christian.
Nella puntata di Raw del 27 giugno il General Manager anonimo ha annunciato gli otto partecipanti al Money in the Bank Ladder match di Raw: Alberto Del Rio, Alex Riley, Evan Bourne, Jack Swagger, Kofi Kingston, Rey Mysterio, R-Truth e The Miz si contenderanno un contratto per un futuro incontro per il WWE Championship.
Nella puntata di SmackDown del 1º luglio il General Manager dello show, Theodore Long, ha annunciato gli otto partecipanti al Money in the Bank Ladder match di SmackDown: Daniel Bryan, Cody Rhodes, Sheamus, Sin Cara, Heath Slater, Justin Gabriel, Kane e Wade Barrett si contenderanno un contratto per un futuro incontro per il World Heavyweight Championship.
Nella puntata di SmackDown del 17 giugno Big Show ha colpito Mark Henry con il KO Punch prima dell'inizio del loro match. A Capitol Punishment, Henry ha colpito Big Show con una World's Strongest Slam attraverso il tavolo dei commentatori, agevolando così la vittoria di Alberto Del Rio. Nella puntata di Raw del 27 giugno Henry ha nuovamente attaccato Big Show durante il suo Steel Cage match contro Del Rio, aiutando quest'ultimo a vincere. Un match tra Henry e Big Show è stato dunque sancito per Money in the Bank.
Nella puntata di Raw del 20 giugno Kelly Kelly ha sconfitto la campionessa Brie Bella, conquistando così il Divas Championship per la prima volta. Un rematch tra le due con in palio il titolo è stato poi annunciato per Money in the Bank.

## Risultati
| #       | Incontri | Stipulazioni | Durata |
| ------- | --- | --- | ------ |
| Kickoff | Santino Marella e Vladimir Kozlov hanno sconfitto David Otunga e Michael McGillicutty                              | Tag team match | —      |
| 1       | Daniel Bryan ha sconfitto Cody Rhodes, Heath Slater, Justin Gabriel, Kane, Sheamus, Sin Cara e Wade Barrett        | Money in the bank ladder match                                                                                                  | 24:27  |
| 2       | Kelly Kelly (c) (con Eve Torres) ha sconfitto Brie Bella (con Nikki Bella)                                         | Single match per il WWE Divas Championship                                                                                      | 04:54  |
| 3       | Mark Henry ha sconfitto Big Show                                                                                   | Single match | 06:00  |
| 4       | Alberto Del Rio ha sconfitto Alex Riley, Evan Bourne, Jack Swagger, Kofi Kingston, The Miz, R-Truth e Rey Mysterio | Money in the bank ladder match                                                                                                  | 15:54  |
| 5       | Christian ha sconfitto Randy Orton (c) per squalifica                                                              | Single match per il World Heavyweight Championship Se Randy Orton avesse perso per squalifica, sarebbe stato privato del titolo | 12:20  |
| 6       | CM Punk ha sconfitto John Cena (c)                                                                                 | Single match per il WWE Championship                                                                                            | 33:44  |